# A Memoir Blue
A Memoir Blue — компьютерная игра в жанре интерактивного повествования, разработанная студией Cloisters Interactive и изданная Annapurna Interactive. Игра была выпущена 24 марта 2022 года для Windows, PlayStation 4, PlayStation 5, Nintendo Switch, Xbox One и Xbox Series X/S.

## Игровой процесс
A Memoir Blue — интерактивная сюжетная видеоигра, описанная разработчиками как «интерактивная поэма». Изображена фантастическая версия детских воспоминаний пловчихи Мириам. Игроки продвигаются по сюжету, взаимодействуя с объектами в каждой сцене и перемещая их, например, нажимая на светящихся медуз или штампуя билет на поезд. В игре используется смесь 2D- и 3D-анимации, где детские воспоминания Мириам представлены в 2D, а жизнь Мириам в наши дни представлена в 3D.

## Разработка
A Memoir Blue начиналась как проект магистерской диссертации.Прототип игры был показан на IndieCade,  Annapurna Interactive анонсировала Memoir Blue 29 июля 2021 года.
Шелли Чен, которая ранее работала над стратегиями и шутерами, была вдохновлена игрой Journey на создание сюжетной игры, в которой используются визуальные эффекты и музыка для передачи повествования. Сюжет A Memoir Blue изначально был основан на её собственных детских воспоминаниях о матери, и она описывает игру как «способ [для неё] поблагодарить [свою мать]». Но не вся история основана на её личном опыте. Шелли Чен цитирует анимационные фильмы La Maison en Petits Cubes и «Отец и дочь» как источники вдохновения для проекта, связанные  общей темой „семейной любви“» и вызывающие сильные эмоции у зрителя, несмотря на их краткое содержание.

## Отзывы критиков
| Сводный рейтинг    | Сводный рейтинг                      |
| Агрегатор          | Оценка                               |
| ------------------ | ------------------------------------ |
| Metacritic         | PS4: 66/100 PS5: 71/100 XSXS: 75/100 |
| Иноязычные издания |                                      |
| Издание            | Оценка                               |
| Nintendo Life      | [ 15 ]                               |
| Shacknews          | 7/10                                 |
| The Guardian       | [ 17 ]                               |
| The Escapist       | 8/10                                 |

Игра A Memoir Blue получила «смешанные или средние» отзывы на агрегаторе обзоров Metacritic для PlayStation 4 и PlayStation 5 и «в целом положительные» отзывы для Xbox Series X/S.
The Guardian похвалил игру за то, что она кажется глубоко личной, и написал: «… в ней достигается этот чудесный повествовательный трюк...». The Escapist назвал игру «тонко созданным произведением искусства». Оззи Мехиа из Shacknews дал игре 7 баллов из 10, высоко оценив художественный стиль игры, повествование и саундтрек, отметив при этом, что сюжет, как и дизайн, мог быть более замысловатым. В отрицательном обзоре Nintendo Life  оценил игру в 4 звезды из 10 и раскритиковал ничем не примечательную предпосылку, неинтересный игровой процесс и тусклый сюжет, высоко оценив визуальные эффекты.
Игра была номинирована на The Game Awards 2022 в категории «Наибольшее социальное влияние», но уступила победу As Dusk Falls.